# Френккардаши
Френккарда́ши или черкесы-франки, черкесы-католики (адыг. фрэндж къэрдаш) — ныне несуществующая этноконфессиональная группа черкесского народа, проживавшая в средние века в Зихии (Черкесии), а также в генуэских колониях в Северном Причерноморье.
Возникла в результате миссионерской деятельности католической церкви в XII−XV веках и смешанных браков жителей генуэзских колоний черноморского побережья с представителями местного автохтонного населения. Своё название данная этнографическая группа черкесов получила от католических монахов-францисканцев, которые занимались миссионерской деятельностью в Зихии. По своей религиозной принадлежности френккардаши были католиками.

##### Предыстория
В XII веке на Кавказе появились первые католические миссионеры.
Еще в 1192 году император Византии Исаак Ангел возобновил прежнюю привилегию итальянских купцов-генуэзцев, позволив им посещать все земли своей державы, «включая Русь и Матраху». Матраха — старинное поселение на Таманском полуострове, которым в разное время владели, по-разному его именуя: византийцы — Таматарха, русские — Тмутаракань, итальянцы — Матрега. Вслед за купцами на эту окраину Северного Кавказа пришли клирики.
Достоверно известно, что венгерские доминиканцы (брат Юлиан) в 1236 году отправились за Волгу на поиски прародины мадьяр Великой Венгрии. Они высадились именно в Матреге, поскольку отсюда были проложены давние пути и на Русь, и на Волгу, и на Дербент. В XIII в. доминиканцы основали монастырь в Тифлисе — именно через них первые известия о жителях Северного Кавказа достигли Европы.
К 1288 году относится известие о гибели двух францисканцев в «Каспийских горах». Однако, современный французский историк Ж. Ришар всё же остерегается относить этот факт к Дагестану: ведь по одной версии, убийцами их были аланы, другая относит это к Иберии, то есть Грузии (округ Каспи). Но в то же время Марко Поло (конец XIII в.) упоминает о генуэзских кораблях на Каспии, которые «стали плавать сюда недавно», торгуя гилянским шёлком. И вряд ли при этом Дербент не привлек их внимания.
В 1261 году, после того как Византия разрешила селиться здесь генуэзцам, на побережье Крыма и сегодняшнего российского Чёрного моря стали возникать генуэзские колонии. В своих колониях генуэзцы строили католические храмы. Центром миссионерской деятельности католической церкви в данном регионе стал город Каффа. На черноморском побережье Кавказа в средние века существовало около 40 селений генуэзцев, самыми большими среди которых были Матрега, Мапа, Батияр и Копа.
Тем временем, в соседних странах всё больше распространялась проповедь католицизма. Всё больше генуэзских и венецианских колоний возникало в Крыму, а затем и на кавказском берегу от Сухума до устья Дона. На южной окраине Закавказья ильхан Абу-Саид (1317—1335) из монгольской династии Хулагу-хана, правившей Ираном и сопредельными землями, дал согласие папе Иоанну XXII основать в своей столице Султании католическое архиепископство.
В этот период, в 1315 году другое католическое епископство (архиепископство) возникло на Нижней Волге в Сарае, — столице соседней Золотой Орды, — который к тому времени с 1261 года уже был центром новообразованной Сарайской епархии Русской православной церкви.
Миссионерская деятельность католиков ширилась, успех их проповеди закреплялся созданием своеобразных «опорных пунктов» — церковных миссий, называемых в исторических трудах «епископскими центрами». Некоторые из них вплотную примыкали к пределам Кавказа: с юга — в Тебризе, Мараге, Серабе, Тифлисе, а с севера — в Тане (устье Дона).

#### Матрегская епархия
В XIV веке на Таманском полуострове была образована Матрегская католическая епархия, епископом которой был черкес (адыг).

В 1404 году, повествуя о Черкесии, в своей книге Иоанн де Галонифонтибус сообщал:
Хорошо известно, как черкесский дворянин <известный впоследствии как Иоанн Зихский> был продан в Генуе, где он прошёл обучение, и когда он освободился от рабства, то стал францисканцем и в конце концов Святой престол посвятил его в архиепископы епархии этой страны. Здесь он жил и долго удерживал свой приход, обращая в христианство многих своих соотечественников.
Автор книги допустил одну ошибку: автор, причисляет к доминиканскому ордену и Иоанна Зихского, но, как заметил исследователь этих записок Л. Гарди, Иоанн Зихский был францисканцем, что следует из буллы Папы Климента VI.
В 1330 году в католицизм были обращены некоторые черкесские князья. Католиком был адыгский князь Миллен (Верзахт). С ним Папа Римский поддерживал связи с 1329 по 1333 год.
В 1346 году в Зихии первым католическим епископом был назначен францисканец Иоанн (Иоанн Зихский фр. Jean de Ziquie, по происхождению черкес).
21 февраля 1349 года в Авиньоне Жан де Зики был произведен Папой Римским в сан архиепископа.
В 1358 году архиепископу Иоанну Зихскому даны полномочия облекать саном епископа. К этому моменту уже существовал епископский центр в Маппе (Анапе).
Иоанн Зихский докладывает римской курии, что его «провинция» распространяется до Железных Ворот, откуда «на расстоянии восьми дней пешего хода нет другого епископства латинского обряда».
В 1363 году возникла необходимость разграничить пределы парафий Таны и Маппы. Они принадлежали к разным архиепископствам (Сарая и Матреги), что вызвало необходимость разграничения, как результат выделение особого «епископства Каспийских гор» (дата не известна, но в 1363 г. оно уже действовало).
Тридцать лет спустя, в 1376 году в Матреге умер архиепископ Иоанн Зихский.
В дальнейшем титулярными епископами Матрегскими номиновались следующие иерархи католической церкви:
- Теофил Матуленис (Литва) — епископ Матрегский с 1928 по 1943 год, в дальнейшем — епископ Кашядорский
- Рафаель Гонзалес Эстрада (Гватемала) — епископ Матрегский с 1944 по 1994 годы.

Кафинский префект Генуэзской республики Д’Асколи послал к адыгам миссионера Д. де-Лукка, которому адыгская аристократия оказало почтение и согласилась принять католических миссионеров. По словам Д’Асколи, у адыгов (черкесов) не было церквей. Их шогены (священники), научившись немного читать по-гречески, исправляли у черкесов духовные требы христианских обрядов.
В 1475 году Каффа была взята турками. Постепенно турки завладели остальными генуэзскими колониями черноморского побережья. Влияние католической церкви при турецком владычестве стало постепенно ослабевать. Общины френккардашей оставались без попечения католических священников, часть уехала в Геную, остальные растворились среди местного населения.
Последнее упоминание о френккардашах, проживавших в Северном Причерноморье, датируется 1673 годом.

##### Френккардаши под Эльбрусом
Фредерик Дюбуа де Монпере в своей книге «Путешествие вокруг Кавказа» сообщал следующее:
«Со временем правления Инала связано другое предание; оно было рассказано мне генералом Энгельгардтом в Пятигорске; позднее я нашел его у только что названных авторов, но расскажу то, что слышал.

Франки или генуэзцы обитали по всем долинам северного подножья Кавказа и находились в мире и дружбе с жителями этой страны. Жилища франков заполняли главным образом долину Кисловодска, распространяясь даже за рекой Кубанью. Один из вождей франков полюбил жену кабардинского вождя и просил кабардинца уступить ему её, но кабардинец и слышать не хотел об этом. Между тем жена кабардинца, быть может, любившая франка или, скорее, движимая желанием послужить родине, посоветовала своему мужу уступить её франку, но с тем, чтобы он исполнил все условия, которые предложат ему на третий день после свадьбы. Франки собрались с кабардинцами в церкви за рекой Кубанью, напротив Камары; здесь их вожди принесли взаимную клятву. Затем они повторили эту клятву перед языческими идолами кабардинцев. Наступил третий день, и кабардинский вождь объявил свои условия: он потребовал, чтобы франки удалились за Кубань, что они и вынуждены были исполнить. Часть их ушла к подножию Эльбруса, где они забыли и свою веру и своё происхождение.»

Из записок коменданта Дербентской крепости времён царя Петра I немца Гербера:
Кубетинцы «имеют своё происхождение от генуэзцев, потому что в разговорах и песнях находим слова генуэзские, вещи под штемпелем оных, и пушки под генуэзским гербом, и притом кубетинские женщины и поныне на печеных хлебах делают крест, хотя и не знают, для чего».
Согласно сочинения «Письма о Грузии» грузинского историка Луки Исарлова жители дагестанского аула Кубачи называли себя потомками франков.
«[В 1830-х годах] кобачинцы часто приезжали в Тифлис к католическому префекту, патеру Филиппу, как к французскому священнику, рекомендуя себя потомками франков. … Они показывали патеру Филиппу старинные рукописи, писанные на пергаменте, объясняя, что эти пергаменты остались от их предков, франков, что религия их была того народа, на языке которого писаны эти пергаменты, сохраняемые ими, как святыни, хотя они сами стали уже мусульманами. Рукописи были писаны на латинском языке. Главноуправляющий барон Розен, к которому кобачинцы являлись часто, расспрашивал их через … лезгинского переводчика. Он намерен был отправить к ним … патеров … для обращения кобачинцев в христианство; но это не состоялось».

##### Френккардаши в Крыму
В 1634 году доминиканец Эмиддио Доттелли Д’асколи сообщал о дальнейшей истории френккардаши следующее: «Иные же (френккардаши) остались при дворе хана, даровавшего им селение, называемое Сивурташ (Sivurtasc), то есть остроконечный камень, которое до сих пор существует и заметно издали. Хан дал им также бея той же национальности, называвшегося Сивурташ-беем. Хан очень дорожил ими и отправлял их в качестве послов в Польшу и к другим христианским государям; сделал их всех спагами (spaha), то есть придворными дворянами. Со временем бей перешёл в магометанство, многие последовали его примеру. Сивурташ находится на близком расстоянии от ханского дворца, потому приезжавшие к хану знакомые или родственники чиркасы уходили затем к немногим христианам, оставшимся в Сивурташе, и сильно стесняли тех, а потому они, 30 лет тому назад, со всеми семьями, переселились в Феччиалу (Нижняя Фоти-Сала или Ашагы-Фоти-Сала), на полдня пути далее, но в стороне, в прелестной местности, орошённой рекой, с источниками вкуснейшей воды и изобилием плодов».
Последнее надгробье старого кладбища с надписями на итальянском языке (местное название Френк-мезарлык — кладбище франков) датировано 1685 годом.
К концу XVII века потомки генуэзцев и френккардаши растворились среди местного христианского населения, переняв язык и религию крымских греков (румеев и урумов). Уже через век русские войска под командованием Суворова выселили крымских греков в Приазовье, те крымские греки, которые не хотели покидать Крым, перешли в ислам, став составной частью крымскотатарского этноса.

## Комментарии
1. ↑  Кафа (Каффа), сегодня — Феодосия.
2. ↑  Сегодня — Тамань.
3. ↑  Сегодня — Анапа.
4. ↑  Сегодня — Новороссийск.
5. ↑  Сегодня — Славянск-на-Кубани.